# Pista de hielo

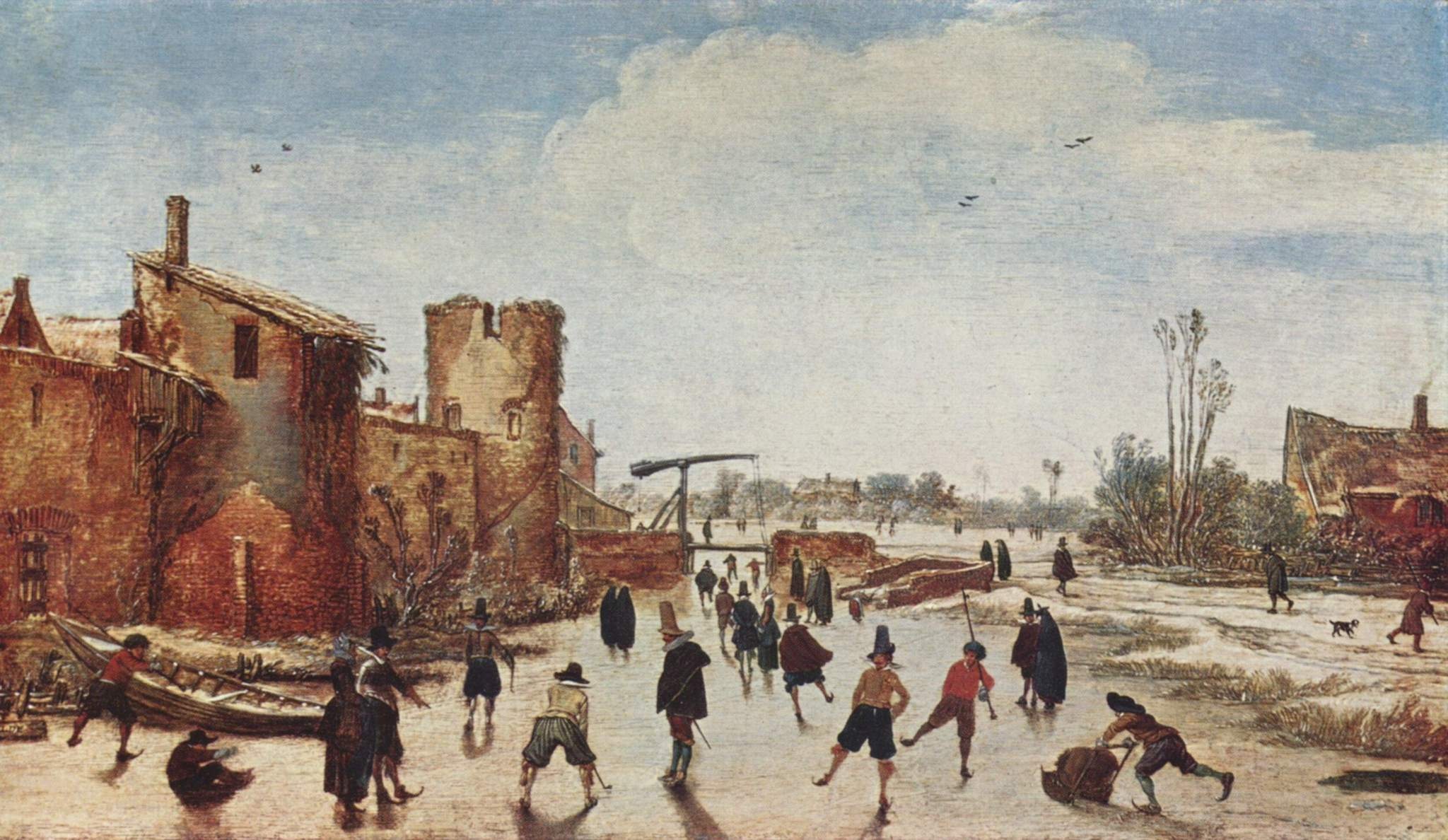
Pista de hielo en una pintura de Esaias van de Velde, 1618

Una pista de hielo es un espacio en el que el suelo es una gruesa capa de hielo. Se pueden formar pistas de hielo naturales en superficies de agua donde el frío es muy intenso (lagos y ríos congelados) o bien artificiales, ya sea en recintos cerrados habilitados para mantener este hielo continuamente o en el exterior empleando tecnología frigorífica para poder mantener el hielo al aire libre en óptimas condiciones. 
Las pistas de hielo se emplean para entretenimiento (patinaje sobre hielo), o para practicar algunos deportes, como son el patinaje de velocidad, el patinaje artístico sobre hielo, el hockey sobre hielo, o el curling.

## Naturales

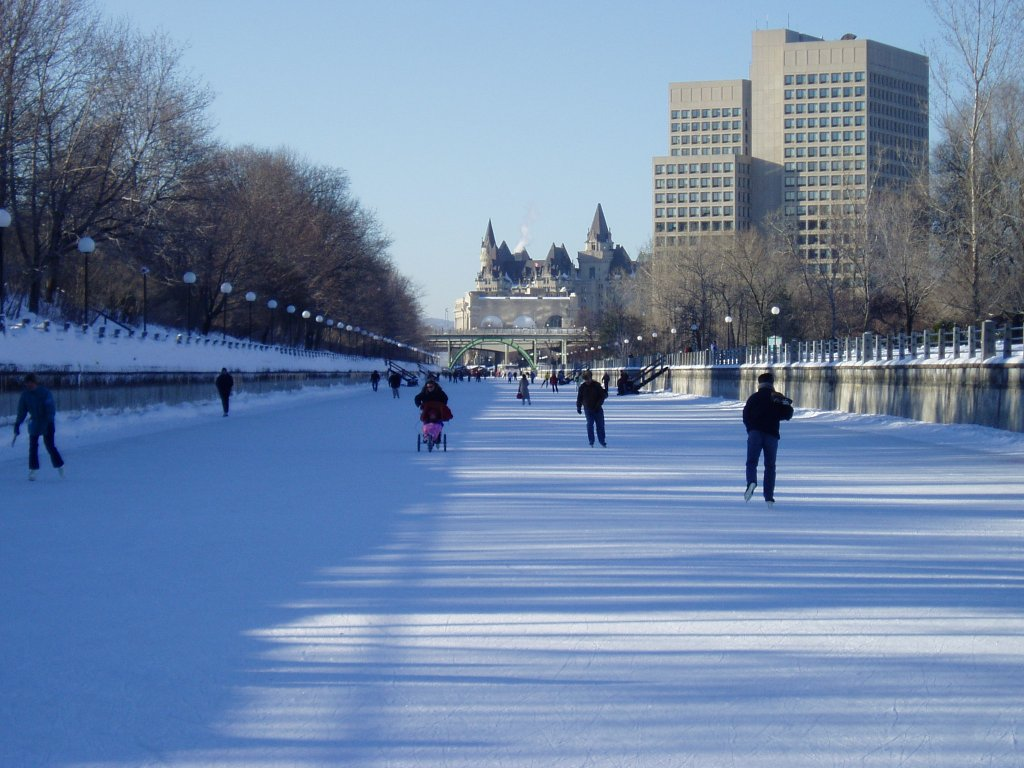
Pista de hielo natural en la superficie del Canal Rideau, en Canadá

Las pistas de hielo naturales requieren una superficie de agua congelada de suficiente grosor como para resistir el peso de las personas que vayan a utilizar la pista. En ocasiones se emplean sin ningún tratamiento adicional, pero comúnmente se alisan mediante máquinas pulidoras de hielo.
Pueden alcanzar dimensiones enormes, como el patinadero del canal Rideau de Canadá, reconocida por el Libro Guiness de los Records como el patinódromo más grande del mundo (165 621 metros cuadrados), y la pista del río Rojo del Norte también en Canadá, considerada la más larga del mundo (8.5 km).

## Artificiales

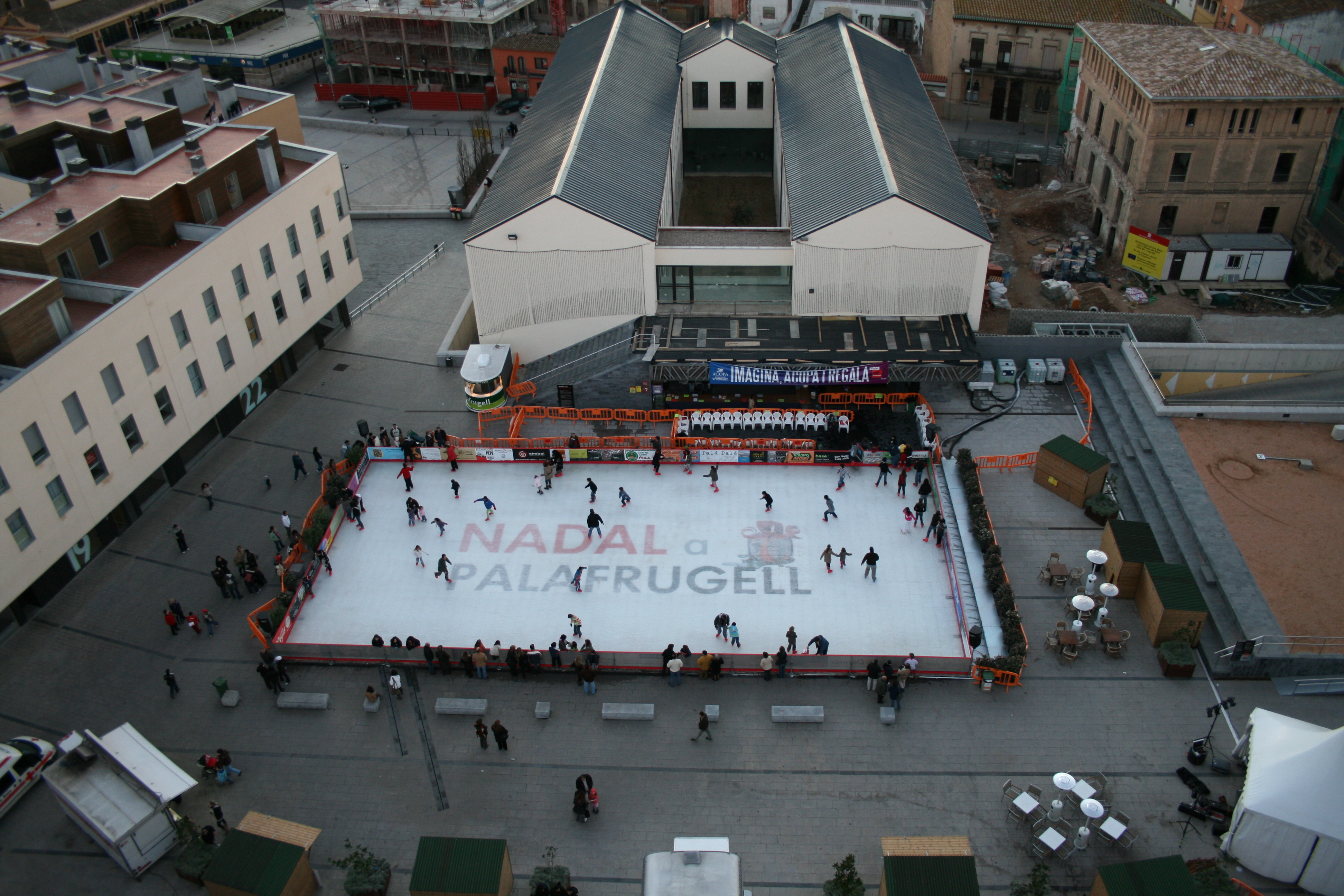
Una pista de hielo móvil

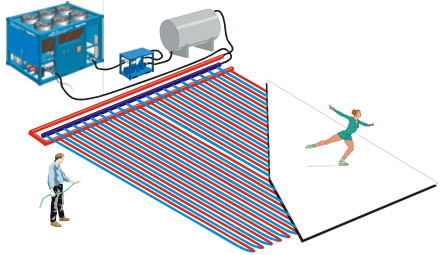
Componentes que fabrican la pista de hielo artificial

Una pista de hielo artificial es una superficie limitada por una valla perimetral en la cual se genera y se mantiene una capa de hielo de manera artificial, o sea, con la ayuda de una máquina enfriadora. 
Para montar un patinadero de hielo, el primer requisito es tener un suelo plano, firme y nivelado. El suelo se cubre con lo que se llama la manta frigorífica que está constituida por una red de tuberías conectadas entre sí, formando un circuito cerrado. Esta manta frigorífica está conectada a unos colectores principales que se encuentren a uno de los dos lados de la pista de hielo. A su vez, los colectores principales estén conectados a una bomba de agua, un depósito (llamado el pulmón o buffertank) y finalmente a la máquina enfriadora. Todo ese conjunto forma un circuito cerrado que es la base del futuro patinódromo de hielo. 
Entonces, se llena el circuito con una mezcla de anticongelante (mono-etilenglicol o poli-propilenglicol) y agua y se enciende la máquina enfriadora. La bomba hace que el líquido circule continuamente por la red de tuberías de la pista de hielo y el buffertank permite expulsar el aire que si no se quedaría atrapado en el circuito. Poco a poco, lo que hace la máquina enfriadora es bajar la temperatura del líquido hasta llegar a unos -8 a -10 °C. A continuación y con una manguera de agua, se echa con pulverizador la primera capa de agua encima de los tubos de la manta frigorífica y el agua se cristaliza de inmediato. Ese proceso se repite una vez tras otra y poco a poco se va formando la capa de hielo. El grosor ideal para una pista de hielo es de unos 6 a 8 cm.